# Protocatéchuate d'éthyle
Le protocatéchuate d'éthyle ou 3,4-dihydroxybenzoate d'éthyle est un composé phénolique, ester éthylique de l'acide protocatéchuique, de formule C9H10O4. Il est présent naturellement dans la testa des graines d'arachide, et dans le vin. 
C'est un antioxydant inhibiteur de la prolyle hydroxylase dont les effets protecteurs ont été prouvés sur le myocarde. 